# Premiership Rugby (2001/2002)
English Premiership 2001/2002 – piętnasta edycja Premiership, najwyższego poziomu rozgrywek w rugby union w Anglii. Organizowane przez Rugby Football Union zawody odbyły się w dniach 1 września 2001 – 12 maja 2002 roku, a tytułu bronił zespół Leicester Tigers.
Rozgrywki toczyły się systemem ligowym w okresie jesień-wiosna, a tytuł mistrzowski obronił zespół Leicester Tigers. Znajdujący się na ostatnim miejscu ligowej tabeli zespół z Leeds uniknął relegacji, bowiem triumfator Championship – drużyna Rotherham Titans – nie spełniła wymagań stawianych klubom najwyższego poziomu ligowego.

## Mecze
| 1 września 200115:00 | Gloucester                                       | 22:9 | Northampton Saints  | Kingsholm Stadium, Gloucester Widzów: 8682 Sędzia: Tony Spreadbury |
| 1 września 200115:00 | Junior Paramore 5 (P) Ludovic Mercier 17 (pd 5K) | 22:9 | Paul Grayson 9 (3K) | Kingsholm Stadium, Gloucester Widzów: 8682 Sędzia: Tony Spreadbury |
| 1 września 200115:00 | Junior Paramore                                  | 22:9 |                     | Kingsholm Stadium, Gloucester Widzów: 8682 Sędzia: Tony Spreadbury |

| 1 września 200115:00 | Harlequins         | 21:32 | London Irish                                                            | Twickenham Stoop, Londyn Widzów: 7287 Sędzia: Dave Pearson |
| 1 września 200115:00 | Paul Burke 21 (7K) | 21:32 | Barry Everitt 22 (2pd dg 5K) Jarrod Cunningham 5 (P) Mike Worsley 5 (P) | Twickenham Stoop, Londyn Widzów: 7287 Sędzia: Dave Pearson |

| 2 września 200114:00 | Newcastle Falcons                            | 19:16 | Leicester Tigers                           | Kingston Park, Newcastle upon Tyne Widzów: 7490 Sędzia: Steve Lander |
| 2 września 200114:00 | Dave Walder 5 (P) Jonny Wilkinson 14 (pd 4K) | 19:16 | Andy Goode 11 (P 2K) Freddie Tuilagi 5 (P) | Kingston Park, Newcastle upon Tyne Widzów: 7490 Sędzia: Steve Lander |
| 2 września 200114:00 | Micky Ward                                   | 19:16 | Lewis Moody                                | Kingston Park, Newcastle upon Tyne Widzów: 7490 Sędzia: Steve Lander |

| 2 września 200114:30 | Leeds Tykes                              | 10:6 | Bath               | Headingley Rugby Stadium, Headingley Widzów: 5181 Sędzia: Roy Maybank |
| 2 września 200114:30 | Cameron Mather 5 (P) Jon Benson 5 (pd K) | 10:6 | Rob Thirlby 6 (2K) | Headingley Rugby Stadium, Headingley Widzów: 5181 Sędzia: Roy Maybank |
| 2 września 200114:30 | Justin Wring                             | 10:6 |                    | Headingley Rugby Stadium, Headingley Widzów: 5181 Sędzia: Roy Maybank |

| 2 września 200115:00 | Bristol Shoguns                           | 25:35 | Sale Sharks                                                                                             | Memorial Stadium, Bristol Widzów: 4020 Sędzia: Robin Goodliffe |
| 2 września 200115:00 | Jason Little 5 (P) Shane Drahm 20 (pd 6K) | 25:35 | Charlie Hodgson 15 (3pd 3K) Dan Harris 5 (P) Mark Cueto 5 (P) Steve Hanley 5 (P) Stuart Pinkerton 5 (P) | Memorial Stadium, Bristol Widzów: 4020 Sędzia: Robin Goodliffe |
| 2 września 200115:00 | Scott Lines                               | 25:35 | | Memorial Stadium, Bristol Widzów: 4020 Sędzia: Robin Goodliffe |

| 2 września 200115:00 | London Wasps                        | 12:8 | Saracens                            | Loftus Road, Shepherd’s Bush Widzów: 5929 Sędzia: Chris White |
| 2 września 200115:00 | Kenny Logan 9 (3K) Matt Leek 3 (dg) | 12:8 | Luke Smith 3 (K) Richard Hill 5 (P) | Loftus Road, Shepherd’s Bush Widzów: 5929 Sędzia: Chris White |
| 2 września 200115:00 | Paul Sampson · Paul Volley          | 12:8 |                                     | Loftus Road, Shepherd’s Bush Widzów: 5929 Sędzia: Chris White |

| 8 września 200114:00 | Harlequins                                                                        | 32:38 | Bristol Shoguns                                                                   | Twickenham Stoop, Londyn Widzów: 5220 Sędzia: Steve Leyshon |
| 8 września 200114:00 | Dan Luger 5 (P) Nick Greenstock 5 (P) Paul Burke 17 (P 3pd 2K) Scott Bemand 5 (P) | 32:38 | Ben Sturnham 5 (P) Jason Little 10 (2P) Matt Salter 5 (P) Shane Drahm 18 (3pd 4K) | Twickenham Stoop, Londyn Widzów: 5220 Sędzia: Steve Leyshon |
| 8 września 200114:00 | Agustín Pichot                                                                    | 32:38 |                                                                                   | Twickenham Stoop, Londyn Widzów: 5220 Sędzia: Steve Leyshon |

| 8 września 200114:00 | Saracens                              | 34:30 | Gloucester                                                           | Vicarage Road, Watford Widzów: 7262 Sędzia: Nigel Yates |
| 8 września 200114:00 | Luke Smith 29 (pd 9K) Tim Horan 5 (P) | 34:30 | Daren O’Leary 5 (P) Ludovic Mercier 20 (pd 6K) Patrice Collazo 5 (P) | Vicarage Road, Watford Widzów: 7262 Sędzia: Nigel Yates |

| 8 września 200114:15 | Leicester Tigers                                                                                           | 45:15 | London Wasps        | Welford Road, Leicester Widzów: 13837 Sędzia: Alan Lewis |
| 8 września 200114:15 | Andy Goode 9 (3pd dg) Ben Kay 5 (P) Geordan Murphy 10 (2P) Glenn Gelderbloom 5 (P) Tim Stimpson 16 (2P 2K) | 45:15 | Kenny Logan 15 (5K) | Welford Road, Leicester Widzów: 13837 Sędzia: Alan Lewis |
| 8 września 200114:15 | Peter Short                                                                                                | 45:15 | Rory Jenkins        | Welford Road, Leicester Widzów: 13837 Sędzia: Alan Lewis |

| 8 września 200115:00 | Northampton Saints                                                     | 26:7 | Bath                                    | Franklin’s Gardens, Northampton Widzów: 10241 Sędzia: Chris White |
| 8 września 200115:00 | Budge Pountney 5 (P) Paul Grayson 16 (2pd dg 3K) Peter Jorgensen 5 (P) | 26:7 | Gareth Cooper 5 (P) Olly Barkley 2 (pd) | Franklin’s Gardens, Northampton Widzów: 10241 Sędzia: Chris White |

| 8 września 200115:00 | Sale Sharks | 37:11 | Newcastle Falcons                                         | Heywood Road, Sale Widzów: 4865 Sędzia: Dave Pearson |
| 8 września 200115:00 | Adam Black 5 (P) Charlie Hodgson 15 (P 2pd 2K) Jason Robinson 5 (P) Jos Baxendell 2 (pd) Pete Anglesea 5 (P) Steve Hanley 5 (P) | 37:11 | Dave Walder 3 (K) Hugh Vyvyan 5 (P) Jonny Wilkinson 3 (K) | Heywood Road, Sale Widzów: 4865 Sędzia: Dave Pearson |

| 9 września 200115:00 | London Irish                                                                           | 42:14 | Leeds Tykes                                              | Madejski Stadium, Reading Widzów: 4219 Sędzia: Rob Dickson |
| 9 września 200115:00 | Barry Everitt 27 (3pd 7K) Brendan Venter 5 (P) Chris Sheasby 5 (P) Richard Bates 5 (P) | 42:14 | Cameron Mather 5 (P) Jon Benson 4 (2pd) Shaun Woof 5 (P) | Madejski Stadium, Reading Widzów: 4219 Sędzia: Rob Dickson |
| 9 września 200115:00 | Zak Feauʻnati                                                                          | 42:14 |                                                          | Madejski Stadium, Reading Widzów: 4219 Sędzia: Rob Dickson |

| 15 września 200114:15 | Bath                                      | 20:27 | Saracens                                                | The Recreation Ground, Bath Widzów: 7968 Sędzia: Nigel Whitehouse |
| 15 września 200114:15 | Olly Barkley 15 (5K) Simon Danielli 5 (P) | 20:27 | Brett Sparg 5 (P) Luke Smith 17 (pd 5K) Tim Horan 5 (P) | The Recreation Ground, Bath Widzów: 7968 Sędzia: Nigel Whitehouse |
| 15 września 200114:15 | Gavin Thomas                              | 20:27 | Kieran Roche                                            | The Recreation Ground, Bath Widzów: 7968 Sędzia: Nigel Whitehouse |

| 15 września 200115:00 | Gloucester              | 18:40 | Leicester Tigers                                                                                       | Kingsholm Stadium, Gloucester Widzów: 9729 Sędzia: Robin Goodliffe |
| 15 września 200115:00 | Ludovic Mercier 18 (6K) | 18:40 | Andy Goode 6 (2dg) Geordan Murphy 5 (P) Lewis Moody 10 (2P) Steve Booth 5 (P) Tim Stimpson 14 (4pd 2K) | Kingsholm Stadium, Gloucester Widzów: 9729 Sędzia: Robin Goodliffe |

| 16 września 200114:30 | Leeds Tykes       | 6:26 | Northampton Saints                                          | Headingley Rugby Stadium, Headingley Widzów: 4080 Sędzia: John Barnard |
| 16 września 200114:30 | Jon Benson 6 (2K) | 6:26 | Ben Cohen 5 (P) James Brooks 5 (P) Paul Grayson 16 (2pd 4K) | Headingley Rugby Stadium, Headingley Widzów: 4080 Sędzia: John Barnard |
| 16 września 200114:30 | Cameron Mather    | 6:26 | Jon Phillips                                                | Headingley Rugby Stadium, Headingley Widzów: 4080 Sędzia: John Barnard |

| 16 września 200114:30 | Newcastle Falcons      | 6:6 | Harlequins          | Kingston Park, Newcastle upon Tyne Widzów: 5551 Sędzia: Chuck Muir |
| 16 września 200114:30 | Jonny Wilkinson 6 (2K) | 6:6 | Paul Burke 6 (dg K) | Kingston Park, Newcastle upon Tyne Widzów: 5551 Sędzia: Chuck Muir |

| 16 września 200115:00 | Bristol Shoguns                                                                | 19:19 | London Irish                                 | Memorial Stadium, Bristol Widzów: 4000 Sędzia: Tim Miller |
| 16 września 200115:00 | David Rees 5 (P) Felipe Contepomi 3 (K) Shane Drahm 6 (2K) Spencer Brown 5 (P) | 19:19 | Barry Everitt 14 (pd 4K) Justin Bishop 5 (P) | Memorial Stadium, Bristol Widzów: 4000 Sędzia: Tim Miller |

| 16 września 200115:00 | London Wasps                                                | 21:40 | Sale Sharks                                                                           | Loftus Road, Shepherd’s Bush Widzów: 4403 Sędzia: Tony Spreadbury |
| 16 września 200115:00 | Craig Dowd 5 (P) Fraser Waters 5 (P) Kenny Logan 11 (pd 3K) | 21:40 | Charlie Hodgson 25 (2pd dg 6K) Dan Harris 5 (P) Jason Robinson 5 (P) Mark Cueto 5 (P) | Loftus Road, Shepherd’s Bush Widzów: 4403 Sędzia: Tony Spreadbury |
| 16 września 200115:00 | Pete Anglesea                                               | 21:40 |                                                                                       | Loftus Road, Shepherd’s Bush Widzów: 4403 Sędzia: Tony Spreadbury |

| 22 września 200113:00 | Leicester Tigers                                                                                    | 48:9 | Bath                        | Welford Road, Leicester Widzów: 15145 Sędzia: Brian Campsall |
| 22 września 200113:00 | Andy Goode 5 (P) Austin Healey 5 (P) Lewis Moody 5 (P) Steve Booth 5 (P) Tim Stimpson 28 (P 4pd 5K) | 48:9 | Olly Barkley 9 (3K)         | Welford Road, Leicester Widzów: 15145 Sędzia: Brian Campsall |
| 22 września 200113:00 | Darren Garforth                                                                                     | 48:9 | John Mallett · John Mallett | Welford Road, Leicester Widzów: 15145 Sędzia: Brian Campsall |

| 22 września 200115:00 | Harlequins                                                  | 33:13 | London Wasps                                            | Twickenham Stoop, Londyn Widzów: 6698 Sędzia: Roy Maybank |
| 22 września 200115:00 | Mark Mapletoft 5 (P) Matt Moore 5 (P) Paul Burke 23 (pd 7K) | 33:13 | Josh Lewsey 5 (P) Matt Leek 5 (pd K) Paul Sampson 3 (K) | Twickenham Stoop, Londyn Widzów: 6698 Sędzia: Roy Maybank |
| 22 września 200115:00 | Dan Luger                                                   | 33:13 | Matt Leek                                               | Twickenham Stoop, Londyn Widzów: 6698 Sędzia: Roy Maybank |

| 22 września 200115:00 | Sale Sharks                                                         | 21:44 | Gloucester | Heywood Road, Sale Widzów: 4682 Sędzia: Ashley Rowden |
| 22 września 200115:00 | Charlie Hodgson 11 (pd 3K) Jason Robinson 5 (P) Jos Baxendell 5 (P) | 21:44 | Dimitri Yachvili 5 (P) Federico Pucciariello 5 (P) Ludovic Mercier 24 (3pd 3dg 3K) Terry Fanolua 5 (P) Trevor Woodman 5 (P) | Heywood Road, Sale Widzów: 4682 Sędzia: Ashley Rowden |
| 22 września 200115:00 | Cristian Stoica · Ludovic Mercier                                   | 21:44 | | Heywood Road, Sale Widzów: 4682 Sędzia: Ashley Rowden |

| 23 września 200115:00 | Bristol Shoguns                                         | 34:29 | Leeds Tykes                                                                                       | Memorial Stadium, Bristol Widzów: 3632 Sędzia: Donal Courtney |
| 23 września 200115:00 | Felipe Contepomi 29 (2P 2pd 5K) Phil Christophers 5 (P) | 34:29 | Cameron Mather 5 (P) Chris Murphy 5 (P) Dan Parks 9 (3pd K) Dan Scarbrough 5 (P) Jon Benson 5 (P) | Memorial Stadium, Bristol Widzów: 3632 Sędzia: Donal Courtney |
| 23 września 200115:00 | Zak Feauʻnati                                           | 34:29 |                                                                                                   | Memorial Stadium, Bristol Widzów: 3632 Sędzia: Donal Courtney |

| 23 września 200115:00 | London Irish             | 18:22 | Newcastle Falcons                        | Madejski Stadium, Reading Widzów: 5419 Sędzia: Tony Spreadbury |
| 23 września 200115:00 | Barry Everitt 18 (dg 5K) | 18:22 | Jonny Wilkinson 17 (pd 5K) Tom May 5 (P) | Madejski Stadium, Reading Widzów: 5419 Sędzia: Tony Spreadbury |

| 23 września 200115:00 | Saracens                                        | 25:20 | Northampton Saints                                            | Vicarage Road, Watford Widzów: 8527 Sędzia: Rob Dickson |
| 23 września 200115:00 | Darragh O’Mahony 5 (P) Luke Smith 20 (pd dg 5K) | 25:20 | Ben Cohen 5 (P) Paul Grayson 10 (2pd 2K) Steve Thompson 5 (P) | Vicarage Road, Watford Widzów: 8527 Sędzia: Rob Dickson |
| 23 września 200115:00 | Luke Smith                                      | 25:20 | Kelvin Todd                                                   | Vicarage Road, Watford Widzów: 8527 Sędzia: Rob Dickson |

| 13 października 200114:15 | Bath                    | 20:17 | Sale Sharks                                  | The Recreation Ground, Bath Widzów: 7875 Sędzia: David McHugh |
| 13 października 200114:15 | Matt Perry 20 (P dg 4K) | 20:17 | Charlie Hodgson 7 (2pd K) Mark Cueto 10 (2P) | The Recreation Ground, Bath Widzów: 7875 Sędzia: David McHugh |
| 13 października 200114:15 | Kevin Yates             | 20:17 |                                              | The Recreation Ground, Bath Widzów: 7875 Sędzia: David McHugh |

| 13 października 200115:00 | Gloucester                                                                | 33:7 | Harlequins                                 | Kingsholm Stadium, Gloucester Widzów: 8005 Sędzia: John Barnard |
| 13 października 200115:00 | Diego Albanese 5 (P) Junior Paramore 5 (P) Ludovic Mercier 18 (3pd dg 3K) | 33:7 | Mark Mapletoft 2 (pd) Will Greenwood 5 (P) | Kingsholm Stadium, Gloucester Widzów: 8005 Sędzia: John Barnard |
| 13 października 200115:00 | Diego Albanese                                                            | 33:7 |                                            | Kingsholm Stadium, Gloucester Widzów: 8005 Sędzia: John Barnard |

| 13 października 200115:00 | Northampton Saints                    | 11:21 | Leicester Tigers                                                                               | Franklin’s Gardens, Northampton Widzów: 11700 Sędzia: Chris White |
| 13 października 200115:00 | John Leslie 5 (P) Paul Grayson 6 (2K) | 11:21 | Andy Goode 3 (dg) Austin Healey 5 (P) Rod Kafer 5 (P) Steve Booth 3 (dg) Tim Stimpson 5 (pd K) | Franklin’s Gardens, Northampton Widzów: 11700 Sędzia: Chris White |
| 13 października 200115:00 | Budge Pountney                        | 11:21 | Graham Rowntree                                                                                | Franklin’s Gardens, Northampton Widzów: 11700 Sędzia: Chris White |

| 14 października 200113:30 | London Wasps        | 15:20 | London Irish                               | Loftus Road, Shepherd’s Bush Widzów: 5101 Sędzia: Nigel Williams |
| 14 października 200113:30 | Kenny Logan 15 (5K) | 15:20 | Barry Everitt 15 (dg 4K) Paul Sackey 5 (P) | Loftus Road, Shepherd’s Bush Widzów: 5101 Sędzia: Nigel Williams |

| 14 października 200114:30 | Leeds Tykes                                                   | 27:14 | Saracens                              | Headingley Rugby Stadium, Headingley Widzów: 3328 Sędzia: Dave Pearson |
| 14 października 200114:30 | Carl Hogg 5 (P) Dan Parks 17 (pd 2dg 3K) Dan Scarbrough 5 (P) | 27:14 | Adryan Winnan 5 (P) Luke Smith 9 (3K) | Headingley Rugby Stadium, Headingley Widzów: 3328 Sędzia: Dave Pearson |

| 14 października 200114:30 | Newcastle Falcons                                                                | 37:20 | Bristol Shoguns                                                  | Kingston Park, Newcastle upon Tyne Widzów: 4401 Sędzia: Robin Goodliffe |
| 14 października 200114:30 | Jamie Noon 5 (P) Jonny Wilkinson 17 (4pd 3K) Stuart Grimes 10 (2P) Tom May 5 (P) | 37:20 | Jason Little 5 (P) Matt Carrington 5 (P) Shane Drahm 10 (2pd 2K) | Kingston Park, Newcastle upon Tyne Widzów: 4401 Sędzia: Robin Goodliffe |
| 14 października 200114:30 | Adam Vander                                                                      | 37:20 |                                                                  | Kingston Park, Newcastle upon Tyne Widzów: 4401 Sędzia: Robin Goodliffe |

| 20 października 200112:35 | Sale Sharks                                                                           | 34:14 | Northampton Saints                 | Heywood Road, Sale Widzów: 3612 Sędzia: Steve Lander |
| 20 października 200112:35 | Charlie Hodgson 19 (P 4pd 2K) Mark Cueto 5 (P) Pete Anglesea 5 (P) Steve Hanley 5 (P) | 34:14 | Ben Cohen 5 (P) Mark Tucker 9 (3K) | Heywood Road, Sale Widzów: 3612 Sędzia: Steve Lander |

| 20 października 200113:00 | Leicester Tigers                                                                                  | 36:10 | Saracens                   | Welford Road, Leicester Widzów: 13762 Sędzia: Steve Leyshon |
| 20 października 200113:00 | Andy Goode 3 (dg) Derek Jelley 5 (P) Rod Kafer 5 (P) Steve Booth 10 (2P) Tim Stimpson 13 (2pd 3K) | 36:10 | Jannie de Beer 10 (P pd K) | Welford Road, Leicester Widzów: 13762 Sędzia: Steve Leyshon |
| 20 października 200113:00 | Adam Balding                                                                                      | 36:10 |                            | Welford Road, Leicester Widzów: 13762 Sędzia: Steve Leyshon |

| 20 października 200113:00 | Harlequins                              | 15:8 | Bath                                   | Twickenham Stoop, Londyn Widzów: 5428 Sędzia: Chris White |
| 20 października 200113:00 | Mark Mapletoft 3 (K) Paul Burke 12 (4K) | 15:8 | Andy Williams 5 (P) Olly Barkley 3 (K) | Twickenham Stoop, Londyn Widzów: 5428 Sędzia: Chris White |

| 21 października 200114:30 | Newcastle Falcons                                                  | 19:8 | Leeds Tykes                       | Kingston Park, Newcastle upon Tyne Widzów: 4248 Sędzia: Robert Davies |
| 21 października 200114:30 | Dave Walder 9 (dg 2K) Michael Stephenson 5 (P) Stuart Grimes 5 (P) | 19:8 | Dan Parks 3 (K) Eddie Jones 5 (P) | Kingston Park, Newcastle upon Tyne Widzów: 4248 Sędzia: Robert Davies |
| 21 października 200114:30 | Gavin Kerr                                                         | 19:8 |                                   | Kingston Park, Newcastle upon Tyne Widzów: 4248 Sędzia: Robert Davies |

| 21 października 200115:00 | Bristol Shoguns                                                            | 43:22 | London Wasps                                                                 | Memorial Stadium, Bristol Widzów: 4174 Sędzia: Tony Spreadbury |
| 21 października 200115:00 | Felipe Contepomi 19 (2P 3pd K) Luke Nabaro 5 (P) Shane Drahm 14 (pd dg 3K) | 43:22 | Craig Dowd 5 (P) Fraser Waters 5 (P) Joe Worsley 5 (P) Kenny Logan 7 (2pd K) | Memorial Stadium, Bristol Widzów: 4174 Sędzia: Tony Spreadbury |
| 21 października 200115:00 | Neil McCarthy                                                              | 43:22 |                                                                              | Memorial Stadium, Bristol Widzów: 4174 Sędzia: Tony Spreadbury |

| 21 października 200115:00 | London Irish                                | 19:15 | Gloucester              | Madejski Stadium, Reading Widzów: 5937 Sędzia: Iain Ramage |
| 21 października 200115:00 | Barry Everitt 14 (pd 4K) James Cockle 5 (P) | 19:15 | Ludovic Mercier 15 (5K) | Madejski Stadium, Reading Widzów: 5937 Sędzia: Iain Ramage |
| 21 października 200115:00 | Richard Bates                               | 19:15 | Patrice Collazo         | Madejski Stadium, Reading Widzów: 5937 Sędzia: Iain Ramage |

| 9 listopada 200119:30 | Northampton Saints           | 13:13 | Harlequins                              | Franklin’s Gardens, Northampton Widzów: 8667 Sędzia: Dave Pearson |
| 9 listopada 200119:30 | Alistair Hepher 13 (P pd 2K) | 13:13 | Ben Gollings 5 (P) Paul Burke 8 (pd 2K) | Franklin’s Gardens, Northampton Widzów: 8667 Sędzia: Dave Pearson |
| 9 listopada 200119:30 | Ace Tiatia · Bill Davison    | 13:13 |                                         | Franklin’s Gardens, Northampton Widzów: 8667 Sędzia: Dave Pearson |

| 10 listopada 200112:30 | Gloucester | 51:17 | Bristol Shoguns                                              | Kingsholm Stadium, Gloucester Widzów: 8431 Sędzia: Nigel Williams |
| 10 listopada 200112:30 | Andy Gomarsall 5 (P) Andy Hazell 5 (P) Chris Catling 5 (P) Chris Fortey 5 (P) Henry Paul 2 (pd) James Simpson-Daniel 5 (P) Junior Paramore 5 (P) Ludovic Mercier 19 (5pd 3K) | 51:17 | Andrew Sheridan 5 (P) David Rees 5 (P) Shane Drahm 7 (2pd K) | Kingsholm Stadium, Gloucester Widzów: 8431 Sędzia: Nigel Williams |
| 10 listopada 200112:30 | Julian White · Garath Archer | 51:17 |                                                              | Kingsholm Stadium, Gloucester Widzów: 8431 Sędzia: Nigel Williams |

| 11 listopada 200114:15 | Bath                                     | 19:11 | London Irish                               | The Recreation Ground, Bath Widzów: 7656 Sędzia: Robin Goodliffe |
| 11 listopada 200114:15 | Matt Perry 14 (pd 4K) Mike Tindall 5 (P) | 19:11 | Jarrod Cunningham 6 (2K) Paul Sackey 5 (P) | The Recreation Ground, Bath Widzów: 7656 Sędzia: Robin Goodliffe |
| 11 listopada 200114:15 | Rob Hoadley                              | 19:11 |                                            | The Recreation Ground, Bath Widzów: 7656 Sędzia: Robin Goodliffe |

| 11 listopada 200114:30 | Leeds Tykes | 37:16 | Leicester Tigers                            | Headingley Rugby Stadium, Headingley Widzów: 7162 Sędzia: John Barnard |
| 11 listopada 200114:30 | Craig Emmerson 5 (P) Dan Parks 3 (dg) Dan Scarbrough 5 (P) Gavin Kerr 5 (P) Jon Benson 14 (4pd 2K) Tom Palmer 5 (P) | 37:16 | Josh Kronfeld 5 (P) Tim Stimpson 11 (pd 3K) | Headingley Rugby Stadium, Headingley Widzów: 7162 Sędzia: John Barnard |
| 11 listopada 200114:30 | Dan Hyde | 37:16 |                                             | Headingley Rugby Stadium, Headingley Widzów: 7162 Sędzia: John Barnard |

| 11 listopada 200115:00 | London Wasps                          | 30:33 | Newcastle Falcons                                            | Loftus Road, Shepherd’s Bush Widzów: 3955 Sędzia: Stuart Dickinson |
| 11 listopada 200115:00 | Alex King 27 (9K) Paul Sampson 3 (dg) | 30:33 | Dave Walder 23 (P 3pd 4K) Doddie Weir 5 (P) Jamie Noon 5 (P) | Loftus Road, Shepherd’s Bush Widzów: 3955 Sędzia: Stuart Dickinson |

| 11 listopada 200115:00 | Saracens                                                      | 26:25 | Sale Sharks                                                                                           | Vicarage Road, Watford Widzów: 6059 Sędzia: Roy Maybank |
| 11 listopada 200115:00 | Darragh O’Mahony 5 (P) Luke Smith 16 (2pd 4K) Tim Horan 5 (P) | 26:25 | Charlie Hodgson 5 (pd K) Martin Shaw 5 (P) Pete Anglesea 5 (P) Steve Hanley 5 (P) Vaughan Going 5 (P) | Vicarage Road, Watford Widzów: 6059 Sędzia: Roy Maybank |
| 11 listopada 200115:00 | Alex Sanderson                                                | 26:25 | | Vicarage Road, Watford Widzów: 6059 Sędzia: Roy Maybank |

| 16 listopada 200119:45 | Harlequins                                                                    | 43:6 | Saracens          | Twickenham Stoop, Londyn Widzów: 6450 Sędzia: Alain Rolland |
| 16 listopada 200119:45 | Adrian Olver 5 (P) Matt Moore 5 (P) Paul Burke 28 (P 4pd 5K) Tu Tamarua 5 (P) | 43:6 | Luke Smith 6 (2K) | Twickenham Stoop, Londyn Widzów: 6450 Sędzia: Alain Rolland |
| 16 listopada 200119:45 | Kevin Sorrell                                                                 | 43:6 |                   | Twickenham Stoop, Londyn Widzów: 6450 Sędzia: Alain Rolland |

| 17 listopada 200112:30 | Sale Sharks         | 3:37 | Leicester Tigers                                                  | Heywood Road, Sale Widzów: 5429 Sędzia: Paul Adams |
| 17 listopada 200112:30 | Vaughan Going 3 (K) | 3:37 | Andy Goode 22 (P 4pd 3K) Geordan Murphy 10 (2P) Steve Booth 5 (P) | Heywood Road, Sale Widzów: 5429 Sędzia: Paul Adams |
| 17 listopada 200112:30 | Rod Kafer           | 3:37 |                                                                   | Heywood Road, Sale Widzów: 5429 Sędzia: Paul Adams |

| 18 listopada 200114:05 | London Wasps | 64:14 | Leeds Tykes                           | Loftus Road, Shepherd’s Bush Widzów: 3507 Sędzia: Steve Leyshon |
| 18 listopada 200114:05 | Alex King 29 (7pd dg 4K) Fraser Waters 10 (2P) Kenny Logan 10 (2P) Phil Greening 5 (P) Shane Roiser 5 (P) Stuart Abbott 5 (P) | 64:14 | Dan Parks 9 (P 2pd) Eddie Jones 5 (P) | Loftus Road, Shepherd’s Bush Widzów: 3507 Sędzia: Steve Leyshon |
| 18 listopada 200114:05 | Ian Jones | 64:14 | Graham Mackay                         | Loftus Road, Shepherd’s Bush Widzów: 3507 Sędzia: Steve Leyshon |

| 18 listopada 200114:30 | Newcastle Falcons   | 18:16 | Gloucester                                      | Kingston Park, Newcastle upon Tyne Widzów: 5576 Sędzia: John Barnard |
| 18 listopada 200114:30 | Dave Walder 18 (6K) | 18:16 | Andy Gomarsall 5 (P) Ludovic Mercier 11 (pd 3K) | Kingston Park, Newcastle upon Tyne Widzów: 5576 Sędzia: John Barnard |

| 18 listopada 200115:00 | Bristol Shoguns                                                                     | 31:17 | Bath                                                        | Memorial Stadium, Bristol Widzów: 10021 Sędzia: Roy Maybank |
| 18 listopada 200115:00 | Garath Archer 5 (P) Neil McCarthy 5 (P) Shane Drahm 16 (2pd 4K) Spencer Brown 5 (P) | 31:17 | Gareth Cooper 5 (P) Matt Perry 3 (K) Olly Barkley 9 (P 2pd) | Memorial Stadium, Bristol Widzów: 10021 Sędzia: Roy Maybank |
| 18 listopada 200115:00 | Craig Short                                                                         | 31:17 | Mark Gabey                                                  | Memorial Stadium, Bristol Widzów: 10021 Sędzia: Roy Maybank |

| 18 listopada 200115:00 | London Irish | 48:12 | Northampton Saints                                      | Madejski Stadium, Reading Widzów: 5191 Sędzia: Tony Spreadbury |
| 18 listopada 200115:00 | Barry Everitt 13 (5pd K) Darren Edwards 5 (P) Declan Danaher 5 (P) Jason Wright 5 (P) Justin Bishop 5 (P) Kieron Dawson 5 (P) Neal Hatley 5 (P) Ryan Strudwick 5 (P) | 48:12 | Joe Shaw 5 (P) Mark Tucker 2 (pd) Peter Jorgensen 5 (P) | Madejski Stadium, Reading Widzów: 5191 Sędzia: Tony Spreadbury |

| 22 listopada 200119:45 | Saracens                               | 13:55 | London Irish | Vicarage Road, Watford Widzów: 5216 Sędzia: Tony Spreadbury |
| 22 listopada 200119:45 | Luke Harbut 5 (P) Luke Smith 8 (pd 2K) | 13:55 | Barry Everitt 25 (P 4pd 4K) Chris Sheasby 5 (P) Edd Thrower 5 (P) Jason Wright 5 (P) Justin Bishop 5 (P) Naka Drotske 5 (P) Paul Sackey 5 (P) | Vicarage Road, Watford Widzów: 5216 Sędzia: Tony Spreadbury |
| 22 listopada 200119:45 | Justin Bishop                          | 13:55 | | Vicarage Road, Watford Widzów: 5216 Sędzia: Tony Spreadbury |

| 23 listopada 200119:30 | Gloucester                                                                               | 43:13 | London Wasps                              | Kingsholm Stadium, Gloucester Widzów: 10171 Sędzia: Dave Pearson |
| 23 listopada 200119:30 | Henry Paul 8 (pd 2K) Jake Boer 5 (P) Ludovic Mercier 15 (3pd 2dg K) Olivier Azam 10 (2P) | 43:13 | Alex King 8 (pd dg K) Stuart Abbott 5 (P) | Kingsholm Stadium, Gloucester Widzów: 10171 Sędzia: Dave Pearson |

| 23 listopada 200119:30 | Leicester Tigers            | 23:18 | Harlequins            | Welford Road, Leicester Widzów: 16017 Sędzia: Robin Goodliffe |
| 23 listopada 200119:30 | Tim Stimpson 23 (2P 2pd 3K) | 23:18 | Paul Burke 18 (dg 5K) | Welford Road, Leicester Widzów: 16017 Sędzia: Robin Goodliffe |
| 23 listopada 200119:30 | Guy Manson-Bishop           | 23:18 |                       | Welford Road, Leicester Widzów: 16017 Sędzia: Robin Goodliffe |

| 25 listopada 200114:15 | Bath                                      | 24:9 | Newcastle Falcons                          | The Recreation Ground, Bath Widzów: 7903 Sędzia: Steve Leyshon |
| 25 listopada 200114:15 | Kevin Maggs 5 (P) Matt Perry 19 (P pd 4K) | 24:9 | Dave Richardson 3 (K) Dave Walder 6 (dg K) | The Recreation Ground, Bath Widzów: 7903 Sędzia: Steve Leyshon |

| 25 listopada 200114:30 | Leeds Tykes                                                | 20:47 | Sale Sharks                                                                          | Headingley Rugby Stadium, Headingley Widzów: 3489 Sędzia: Ashley Rowden |
| 25 listopada 200114:30 | Dan Parks 10 (2pd 2K) Graham Mackay 5 (P) Shaun Woof 5 (P) | 20:47 | Charlie Hodgson 27 (2P 4pd 3K) Mark Cueto 5 (P) Mel Deane 5 (P) Steve Hanley 10 (2P) | Headingley Rugby Stadium, Headingley Widzów: 3489 Sędzia: Ashley Rowden |

| 25 listopada 200114:30 | Northampton Saints                                      | 20:23 | Bristol Shoguns                               | Franklin’s Gardens, Northampton Widzów: 7873 Sędzia: John Barnard |
| 25 listopada 200114:30 | Mark Soden 5 (P) Mark Tucker 3 (K) Paul Grayson 12 (4K) | 20:23 | Felipe Contepomi 18 (P 2pd 3K) Lee Best 5 (P) | Franklin’s Gardens, Northampton Widzów: 7873 Sędzia: John Barnard |
| 25 listopada 200114:30 | Steve Thompson                                          | 20:23 | Neil McCarthy                                 | Franklin’s Gardens, Northampton Widzów: 7873 Sędzia: John Barnard |

| 1 grudnia 200114:00 | Gloucester | 58:17 | Leeds Tykes                                                    | Kingsholm Stadium, Gloucester Widzów: 7516 Sędzia: Robin Goodliffe |
| 1 grudnia 200114:00 | Adam Eustace 5 (P) Daren O’Leary 5 (P) Henry Paul 7 (P pd) James Simpson-Daniel 10 (2P) Ludovic Mercier 21 (P 5pd 2K) Marcel Garvey 5 (P) Robert Todd 5 (P) | 58:17 | Craig Emmerson 5 (P) Jon Benson 7 (2pd K) Stephen Bachop 5 (P) | Kingsholm Stadium, Gloucester Widzów: 7516 Sędzia: Robin Goodliffe |

| 1 grudnia 200115:00 | Harlequins                                | 16:23 | Sale Sharks                                                         | Twickenham Stoop, Londyn Widzów: 5841 Sędzia: Roy Maybank |
| 1 grudnia 200115:00 | Jason Leonard 5 (P) Paul Burke 11 (pd 3K) | 16:23 | Charlie Hodgson 13 (2pd 3K) Jason Robinson 5 (P) Steve Hanley 5 (P) | Twickenham Stoop, Londyn Widzów: 5841 Sędzia: Roy Maybank |

| 2 grudnia 200114:30 | Newcastle Falcons                   | 13:28 | Northampton Saints                                                          | Kingston Park, Newcastle upon Tyne Widzów: 5048 Sędzia: Nigel Yates |
| 2 grudnia 200114:30 | Dave Walder 8 (pd 2K) Tom May 5 (P) | 13:28 | Ben Cohen 10 (2P) James Brooks 5 (P) Mark Tucker 5 (P) Paul Grayson 8 (4pd) | Kingston Park, Newcastle upon Tyne Widzów: 5048 Sędzia: Nigel Yates |

| 2 grudnia 200115:00 | Bristol Shoguns                          | 22:25 | Saracens                                  | Memorial Stadium, Bristol Widzów: 4450 Sędzia: Ashley Rowden |
| 2 grudnia 200115:00 | Adam Vander 5 (P) Shane Drahm 17 (pd 5K) | 22:25 | Adryan Winnan 5 (P) Luke Smith 20 (pd 6K) | Memorial Stadium, Bristol Widzów: 4450 Sędzia: Ashley Rowden |

| 2 grudnia 200115:00 | London Irish          | 15:30 | Leicester Tigers                                                                 | Madejski Stadium, Reading Widzów: 11124 Sędzia: Chris White |
| 2 grudnia 200115:00 | Barry Everitt 15 (5K) | 15:30 | Jamie Hamilton 5 (P) Leon Lloyd 5 (P) Lewis Moody 5 (P) Tim Stimpson 15 (3pd 3K) | Madejski Stadium, Reading Widzów: 11124 Sędzia: Chris White |
| 2 grudnia 200115:00 | Kieron Dawson         | 15:30 | Leon Lloyd                                                                       | Madejski Stadium, Reading Widzów: 11124 Sędzia: Chris White |

| 2 grudnia 200115:00 | London Wasps                                             | 23:10 | Bath                                   | Loftus Road, Shepherd’s Bush Widzów: 6240 Sędzia: David McHugh |
| 2 grudnia 200115:00 | Alex King 7 (2pd K) Joe Worsley 5 (P) Kenny Logan 6 (2K) | 23:10 | Gavin Thomas 5 (P) Matt Perry 5 (pd K) | Loftus Road, Shepherd’s Bush Widzów: 6240 Sędzia: David McHugh |
| 2 grudnia 200115:00 | Gavin Thomas                                             | 23:10 |                                        | Loftus Road, Shepherd’s Bush Widzów: 6240 Sędzia: David McHugh |

| 8 grudnia 200114:05 | Sale Sharks                                | 19:19 | London Irish                                  | Heywood Road, Sale Widzów: 4775 Sędzia: John Barnard |
| 8 grudnia 200114:05 | Charlie Hodgson 14 (pd 4K) Mel Deane 5 (P) | 19:19 | Barry Everitt 14 (pd 4K) Ryan Strudwick 5 (P) | Heywood Road, Sale Widzów: 4775 Sędzia: John Barnard |

| 8 grudnia 200114:15 | Bath                                  | 12:9 | Gloucester                | The Recreation Ground, Bath Widzów: 8200 Sędzia: Steve Lander |
| 8 grudnia 200114:15 | Iain Balshaw 3 (dg) Matt Perry 9 (3K) | 12:9 | Ludovic Mercier 9 (2dg K) | The Recreation Ground, Bath Widzów: 8200 Sędzia: Steve Lander |

| 8 grudnia 200114:15 | Leicester Tigers                                                                | 26:19 | Bristol Shoguns                               | Welford Road, Leicester Widzów: 15519 Sędzia: Tony Spreadbury |
| 8 grudnia 200114:15 | Andy Goode 5 (pd K) Lewis Moody 5 (P) Steve Booth 5 (P) Tim Stimpson 11 (pd 3K) | 26:19 | Felipe Contepomi 17 (P dg 3K) Lee Best 2 (pd) | Welford Road, Leicester Widzów: 15519 Sędzia: Tony Spreadbury |

| 8 grudnia 200115:00 | Northampton Saints                         | 23:10 | London Wasps                         | Franklin’s Gardens, Northampton Widzów: 8833 Sędzia: Ashley Rowden |
| 8 grudnia 200115:00 | James Brooks 8 (P dg) Paul Grayson 15 (5K) | 23:10 | Alex King 5 (pd K) Mark Denney 5 (P) | Franklin’s Gardens, Northampton Widzów: 8833 Sędzia: Ashley Rowden |

| 9 grudnia 200114:00 | Saracens                                 | 19:24 | Newcastle Falcons                                                                                     | Vicarage Road, Watford Widzów: 7294 Sędzia: Chris White |
| 9 grudnia 200114:00 | Ben Johnston 5 (P) Luke Smith 14 (pd 4K) | 19:24 | Dave Walder 3 (dg) George Graham 5 (P) Jonny Wilkinson 6 (3pd) Michael Stephenson 5 (P) Tom May 5 (P) | Vicarage Road, Watford Widzów: 7294 Sędzia: Chris White |

| 9 grudnia 200114:30 | Leeds Tykes                                           | 23:18 | Harlequins                             | Headingley Rugby Stadium, Headingley Widzów: 3401 Sędzia: Nigel Yates |
| 9 grudnia 200114:30 | Braam van Straaten 13 (2pd 3K) Dan Scarbrough 10 (2P) | 23:18 | Dan Luger 10 (2P) Paul Burke 8 (pd 2K) | Headingley Rugby Stadium, Headingley Widzów: 3401 Sędzia: Nigel Yates |
| 9 grudnia 200114:30 | Will Greenwood                                        | 23:18 |                                        | Headingley Rugby Stadium, Headingley Widzów: 3401 Sędzia: Nigel Yates |

| 22 grudnia 200114:00 | Harlequins                                 | 21:38 | Leicester Tigers                                                                             | Twickenham Stoop, Londyn Widzów: 9000 Sędzia: Ashley Rowden |
| 22 grudnia 200114:00 | Paul Burke 16 (P pd 3K) Scott Bemand 5 (P) | 21:38 | Austin Healey 10 (2P) Geordan Murphy 16 (P 4pd K) Martin Johnson 10 (2P) Tim Stimpson 2 (pd) | Twickenham Stoop, Londyn Widzów: 9000 Sędzia: Ashley Rowden |
| 22 grudnia 200114:00 | Graham Rowntree                            | 21:38 |                                                                                              | Twickenham Stoop, Londyn Widzów: 9000 Sędzia: Ashley Rowden |

| 23 grudnia 200115:00 | London Irish                                                      | 30:23 | Saracens                                                              | Madejski Stadium, Reading Widzów: 8246 Sędzia: Steve Leyshon |
| 23 grudnia 200115:00 | Barry Everitt 15 (3pd 3K) Jeff Fahrensohn 5 (P) Paul Sackey 5 (P) | 30:23 | Darragh O’Mahony 5 (P) David Flatman 5 (P) Jannie de Beer 13 (2pd 3K) | Madejski Stadium, Reading Widzów: 8246 Sędzia: Steve Leyshon |

| 27 grudnia 200115:00 | Leicester Tigers                                                                                         | 33:10 | Sale Sharks                                   | Welford Road, Leicester Widzów: 16250 Sędzia: Tony Spreadbury |
| 27 grudnia 200115:00 | Andy Goode 8 (pd 2K) Darren Garforth 5 (P) Geordan Murphy 7 (P pd) Leon Lloyd 5 (P) Steve Booth 8 (P dg) | 33:10 | Charlie Hodgson 5 (pd K) Jason Robinson 5 (P) | Welford Road, Leicester Widzów: 16250 Sędzia: Tony Spreadbury |
| 27 grudnia 200115:00 | Stuart Pinkerton                                                                                         | 33:10 |                                               | Welford Road, Leicester Widzów: 16250 Sędzia: Tony Spreadbury |

| 29 grudnia 200114:00 | Bath                 | 15:9 | Bristol Shoguns              | The Recreation Ground, Bath Widzów: 8200 Sędzia: Dave Pearson |
| 29 grudnia 200114:00 | Olly Barkley 15 (5K) | 15:9 | Felipe Contepomi 9 (3K)      | The Recreation Ground, Bath Widzów: 8200 Sędzia: Dave Pearson |
| 29 grudnia 200114:00 | Danny Grewcock       | 15:9 | Garath Archer · Julian White | The Recreation Ground, Bath Widzów: 8200 Sędzia: Dave Pearson |

| 29 grudnia 200114:00 | Gloucester                                                                       | 29:25 | Newcastle Falcons                              | Kingsholm Stadium, Gloucester Widzów: 11000 Sędzia: Roy Maybank |
| 29 grudnia 200114:00 | Adam Eustace 5 (P) Daren O’Leary 5 (P) Henry Paul 14 (pd 4K) Terry Fanolua 5 (P) | 29:25 | Jamie Noon 5 (P) Jonny Wilkinson 15 (P 2pd 2K) | Kingsholm Stadium, Gloucester Widzów: 11000 Sędzia: Roy Maybank |
| 29 grudnia 200114:00 | Olivier Azam                                                                     | 29:25 | Epi Taione                                     | Kingsholm Stadium, Gloucester Widzów: 11000 Sędzia: Roy Maybank |

| 29 grudnia 200115:00 | Northampton Saints                                                 | 24:15 | London Irish             | Franklin’s Gardens, Northampton Widzów: 10322 Sędzia: Nigel Yates |
| 29 grudnia 200115:00 | Budge Pountney 5 (P) Paul Grayson 14 (pd 4K) Peter Jorgensen 5 (P) | 24:15 | Barry Everitt 15 (dg 4K) | Franklin’s Gardens, Northampton Widzów: 10322 Sędzia: Nigel Yates |
| 29 grudnia 200115:00 | Jon Phillips                                                       | 24:15 |                          | Franklin’s Gardens, Northampton Widzów: 10322 Sędzia: Nigel Yates |

| 30 grudnia 200114:30 | Leeds Tykes                | 18:28 | London Wasps                                                | Headingley Rugby Stadium, Headingley Widzów: 5166 Sędzia: Chris White |
| 30 grudnia 200114:30 | Braam van Straaten 18 (6K) | 18:28 | Alex King 13 (2pd dg 2K) Craig Dowd 10 (2P) Mark Lock 5 (P) | Headingley Rugby Stadium, Headingley Widzów: 5166 Sędzia: Chris White |

| 30 grudnia 200115:00 | Saracens | 39:25 | Harlequins                                    | Vicarage Road, Watford Widzów: 13257 Sędzia: Steve Lander |
| 30 grudnia 200115:00 | Adryan Winnan 5 (P) Ben Cole 5 (P) Jannie de Beer 9 (3pd K) Kyran Bracken 5 (P) Robbie Russell 5 (P) Tim Horan 5 (P) Tony Roques 5 (P) | 39:25 | Paul Burke 20 (pd dg 5K) Will Greenwood 5 (P) | Vicarage Road, Watford Widzów: 13257 Sędzia: Steve Lander |

| 26 stycznia 200215:00 | Harlequins                             | 16:24 | Northampton Saints                                         | Twickenham Stoop, Londyn Widzów: 5882 Sędzia: Steve Leyshon |
| 26 stycznia 200215:00 | Chris Bell 5 (P) Paul Burke 11 (pd 3K) | 16:24 | Ben Cohen 5 (P) Paul Grayson 14 (pd dg 3K) Tom Smith 5 (P) | Twickenham Stoop, Londyn Widzów: 5882 Sędzia: Steve Leyshon |
| 26 stycznia 200215:00 | Paul Grayson                           | 16:24 |                                                            | Twickenham Stoop, Londyn Widzów: 5882 Sędzia: Steve Leyshon |

| 27 stycznia 200213:00 | Newcastle Falcons                               | 22:23 | London Wasps                                                                     | Kingston Park, Newcastle upon Tyne Widzów: 4658 Sędzia: Nigel Yates |
| 27 stycznia 200213:00 | Gary Armstrong 5 (P) Jonny Wilkinson 17 (pd 5K) | 22:23 | Fraser Waters 5 (P) Kenny Logan 8 (pd 2K) Martin Offiah 5 (P) Trevor Leota 5 (P) | Kingston Park, Newcastle upon Tyne Widzów: 4658 Sędzia: Nigel Yates |
| 27 stycznia 200213:00 | Gary Armstrong                                  | 22:23 |                                                                                  | Kingston Park, Newcastle upon Tyne Widzów: 4658 Sędzia: Nigel Yates |

| 9 lutego 200214:15 | Bath                                                                   | 18:9 | Harlequins           | The Recreation Ground, Bath Widzów: 8200 Sędzia: Chris White |
| 9 lutego 200214:15 | Dan Lyle 5 (P) Matt Perry 3 (dg) Mike Catt 5 (P) Olly Barkley 5 (pd K) | 18:9 | Paul Burke 9 (dg 2K) | The Recreation Ground, Bath Widzów: 8200 Sędzia: Chris White |
| 9 lutego 200214:15 | Ace Tiatia                                                             | 18:9 |                      | The Recreation Ground, Bath Widzów: 8200 Sędzia: Chris White |

| 9 lutego 200215:00 | Gloucester                                                         | 29:22 | London Irish                                                     | Kingsholm Stadium, Gloucester Widzów: 10112 Sędzia: Steve Leyshon |
| 9 lutego 200215:00 | Ludovic Mercier 19 (2pd 5K) Olivier Azam 5 (P) Terry Fanolua 5 (P) | 29:22 | Barry Everitt 12 (2dg 2K) Chris Sheasby 5 (P) Mike Worsley 5 (P) | Kingsholm Stadium, Gloucester Widzów: 10112 Sędzia: Steve Leyshon |
| 9 lutego 200215:00 | Robert Todd                                                        | 29:22 | Chris Sheasby                                                    | Kingsholm Stadium, Gloucester Widzów: 10112 Sędzia: Steve Leyshon |

| 9 lutego 200215:00 | Northampton Saints                                     | 10:20 | Sale Sharks                                     | Franklin’s Gardens, Northampton Widzów: 9389 Sędzia: Roy Maybank |
| 9 lutego 200215:00 | Alistair Hepher 2 (pd) Nick Beal 3 (K) Tom Smith 5 (P) | 10:20 | Charlie Hodgson 15 (dg 4K) Jason Robinson 5 (P) | Franklin’s Gardens, Northampton Widzów: 9389 Sędzia: Roy Maybank |

| 9 lutego 200218:30 | Saracens                                | 7:48 | Leicester Tigers | Vicarage Road, Watford Widzów: 9347 Sędzia: Dave Pearson |
| 9 lutego 200218:30 | Jannie de Beer 2 (pd) Nick Walshe 5 (P) | 7:48 | Andy Goode 18 (P 5pd K) Freddie Tuilagi 5 (P) Geordan Murphy 5 (P) Neil Back 5 (P) Ollie Smith 5 (P) Rod Kafer 5 (P) Steve Booth 5 (P) | Vicarage Road, Watford Widzów: 9347 Sędzia: Dave Pearson |
| 9 lutego 200218:30 | Robbie Russell                          | 7:48 | Martin Johnson | Vicarage Road, Watford Widzów: 9347 Sędzia: Dave Pearson |

| 10 lutego 200214:30 | Leeds Tykes               | 9:19 | Newcastle Falcons                              | Headingley Rugby Stadium, Headingley Widzów: 4195 Sędzia: Tony Spreadbury |
| 10 lutego 200214:30 | Braam van Straaten 9 (3K) | 9:19 | Jonny Wilkinson 14 (pd 4K) Stuart Grimes 5 (P) | Headingley Rugby Stadium, Headingley Widzów: 4195 Sędzia: Tony Spreadbury |
| 10 lutego 200214:30 | Matt Holt · Rob Rawlinson | 9:19 | Inga Tuigamala · Micky Ward                    | Headingley Rugby Stadium, Headingley Widzów: 4195 Sędzia: Tony Spreadbury |

| 10 lutego 200215:00 | London Wasps | 34:16 | Bristol Shoguns                                     | Loftus Road, Shepherd’s Bush Widzów: 5429 Sędzia: Steve Lander |
| 10 lutego 200215:00 | Kenny Logan 3 (K) Martin Offiah 5 (P) Matt Leek 11 (P 3pd) Paul Volley 5 (P) Shane Roiser 5 (P) Trevor Leota 5 (P) | 34:16 | Felipe Contepomi 11 (pd 3K) Phil Christophers 5 (P) | Loftus Road, Shepherd’s Bush Widzów: 5429 Sędzia: Steve Lander |
| 10 lutego 200215:00 | Felipe Contepomi · Darren Crompton                                                                                 | 34:16 |                                                     | Loftus Road, Shepherd’s Bush Widzów: 5429 Sędzia: Steve Lander |

| 23 lutego 200213:30 | Sale Sharks                                                         | 20:14 | Bath                                    | Heywood Road, Sale Widzów: 5392 Sędzia: Steve Leyshon |
| 23 lutego 200213:30 | Charlie Hodgson 8 (P K) Jason Robinson 5 (P) Jos Baxendell 7 (P pd) | 20:14 | Kevin Dalzell 5 (P) Olly Barkley 9 (3K) | Heywood Road, Sale Widzów: 5392 Sędzia: Steve Leyshon |
| 23 lutego 200213:30 | Kevin Yates                                                         | 20:14 |                                         | Heywood Road, Sale Widzów: 5392 Sędzia: Steve Leyshon |

| 23 lutego 200214:15 | Leicester Tigers                          | 17:6 | Northampton Saints                 | Welford Road, Leicester Widzów: 16251 Sędzia: Tony Spreadbury |
| 23 lutego 200214:15 | Andy Goode 12 (4K) Perry Freshwater 5 (P) | 17:6 | Nick Beal 3 (K) Paul Grayson 3 (K) | Welford Road, Leicester Widzów: 16251 Sędzia: Tony Spreadbury |
| 23 lutego 200214:15 | Olivier Brouzet                           | 17:6 |                                    | Welford Road, Leicester Widzów: 16251 Sędzia: Tony Spreadbury |

| 23 lutego 200215:00 | Harlequins            | 6:18 | Gloucester                                                        | Twickenham Stoop, Londyn Widzów: 8000 Sędzia: Dave Pearson |
| 23 lutego 200215:00 | Paul Burke 6 (2K)     | 6:18 | Diego Albanese 5 (P) Ludovic Mercier 8 (pd 2K) Olivier Azam 5 (P) | Twickenham Stoop, Londyn Widzów: 8000 Sędzia: Dave Pearson |
| 23 lutego 200215:00 | Federico Pucciariello | 6:18 |                                                                   | Twickenham Stoop, Londyn Widzów: 8000 Sędzia: Dave Pearson |

| 24 lutego 200215:00 | Bristol Shoguns                                                                                           | 33:17 | Newcastle Falcons                                                        | Memorial Stadium, Bristol Widzów: 5021 Sędzia: Steve Lander |
| 24 lutego 200215:00 | Adam Vander 5 (P) Jamie Williams 5 (P) Julian White 5 (P) Phil Christophers 5 (P) Shane Drahm 13 (2pd 3K) | 33:17 | Inga Tuigamala 5 (P) Jonny Wilkinson 7 (2pd dg) Michael Stephenson 5 (P) | Memorial Stadium, Bristol Widzów: 5021 Sędzia: Steve Lander |
| 24 lutego 200215:00 | Jamie Noon                                                                                                | 33:17 |                                                                          | Memorial Stadium, Bristol Widzów: 5021 Sędzia: Steve Lander |

| 24 lutego 200215:00 | London Irish                                                                             | 31:17 | London Wasps          | Madejski Stadium, Reading Widzów: 7848 Sędzia: Tony Spreadbury |
| 24 lutego 200215:00 | Barry Everitt 16 (2pd dg 3K) Hentie Martens 5 (P) Justin Bishop 5 (P) Mike Worsley 5 (P) | 31:17 | Kenny Logan 17 (P 4K) | Madejski Stadium, Reading Widzów: 7848 Sędzia: Tony Spreadbury |
| 24 lutego 200215:00 | Rob Hardwick                                                                             | 31:17 |                       | Madejski Stadium, Reading Widzów: 7848 Sędzia: Tony Spreadbury |

| 24 lutego 200215:00 | Saracens           | 15:37 | Leeds Tykes                                                          | Vicarage Road, Watford Widzów: 4325 Sędzia: Ashley Rowden |
| 24 lutego 200215:00 | Luke Smith 15 (5K) | 15:37 | Braam van Straaten 22 (2pd 6K) Chris Hall 5 (P) Japie Mulder 10 (2P) | Vicarage Road, Watford Widzów: 4325 Sędzia: Ashley Rowden |
| 24 lutego 200215:00 | Chris Murphy       | 15:37 |                                                                      | Vicarage Road, Watford Widzów: 4325 Sędzia: Ashley Rowden |

| 9 marca 200214:15 | Bath                | 9:27 | Leicester Tigers                                             | The Recreation Ground, Bath Widzów: 8200 Sędzia: Steve Lander |
| 9 marca 200214:15 | Olly Barkley 9 (3K) | 9:27 | Louis Deacon 5 (P) Ollie Smith 5 (P) Tim Stimpson 17 (pd 5K) | The Recreation Ground, Bath Widzów: 8200 Sędzia: Steve Lander |
| 9 marca 200214:15 | Danny Grewcock      | 9:27 |                                                              | The Recreation Ground, Bath Widzów: 8200 Sędzia: Steve Lander |

| 9 marca 200215:00 | Gloucester | 42:14 | Sale Sharks             | Kingsholm Stadium, Gloucester Widzów: 9461 Sędzia: John Barnard |
| 9 marca 200215:00 | Andy Gomarsall 5 (P) Federico Pucciariello 5 (P) James Forrester 5 (P) James Simpson-Daniel 5 (P) Junior Paramore 5 (P) Ludovic Mercier 17 (4pd 3K) | 42:14 | Vaughan Going 14 (P 3K) | Kingsholm Stadium, Gloucester Widzów: 9461 Sędzia: John Barnard |
| 9 marca 200215:00 | Ed Pearce | 42:14 | Chris Jones             | Kingsholm Stadium, Gloucester Widzów: 9461 Sędzia: John Barnard |

| 10 marca 200214:30 | Leeds Tykes                                                             | 24:6 | Bristol Shoguns            | Headingley Rugby Stadium, Headingley Widzów: 2034 Sędzia: Chris White |
| 10 marca 200214:30 | Braam van Straaten 14 (pd 4K) Craig Emmerson 5 (P) Dan Scarbrough 5 (P) | 24:6 | Felipe Contepomi 6 (dg K)  | Headingley Rugby Stadium, Headingley Widzów: 2034 Sędzia: Chris White |
| 10 marca 200214:30 | Shaun Woof                                                              | 24:6 | Chris Morgan · Matt Salter | Headingley Rugby Stadium, Headingley Widzów: 2034 Sędzia: Chris White |

| 16 marca 200215:00 | Leicester Tigers                                                               | 27:10 | Gloucester                  | Welford Road, Leicester Widzów: 16250 Sędzia: Tony Spreadbury |
| 16 marca 200215:00 | Austin Healey 5 (P) Dorian West 5 (P) Neil Back 5 (P) Tim Stimpson 12 (3pd 2K) | 27:10 | Ludovic Mercier 10 (P pd K) | Welford Road, Leicester Widzów: 16250 Sędzia: Tony Spreadbury |
| 16 marca 200215:00 | Dimitri Yachvili · Patrice Collazo                                             | 27:10 |                             | Welford Road, Leicester Widzów: 16250 Sędzia: Tony Spreadbury |

| 16 marca 200215:00 | London Irish                                  | 24:13 | Bristol Shoguns                             | Madejski Stadium, Reading Widzów: 12873 Sędzia: John Barnard |
| 16 marca 200215:00 | Barry Everitt 14 (pd 4K) Paul Gustard 10 (2P) | 24:13 | David Rees 5 (P) Felipe Contepomi 8 (pd 2K) | Madejski Stadium, Reading Widzów: 12873 Sędzia: John Barnard |
| 16 marca 200215:00 | David Rees                                    | 24:13 |                                             | Madejski Stadium, Reading Widzów: 12873 Sędzia: John Barnard |

| 16 marca 200215:00 | Harlequins                                                                                              | 33:19 | Newcastle Falcons                                       | Twickenham Stoop, Londyn Widzów: 6525 Sędzia: Chris White |
| 16 marca 200215:00 | Adrian Olver 5 (P) Chris Bell 5 (P) Luke Sherriff 5 (P) Paul Burke 13 (2pd 3K) Steve White-Cooper 5 (P) | 33:19 | Jonny Wilkinson 14 (pd 2dg 2K) Michael Stephenson 5 (P) | Twickenham Stoop, Londyn Widzów: 6525 Sędzia: Chris White |

| 16 marca 200215:00 | Northampton Saints                                                                                  | 34:14 | Leeds Tykes                                       | Franklin’s Gardens, Northampton Widzów: 8366 Sędzia: Steve Lander |
| 16 marca 200215:00 | Dan Richmond 5 (P) John Leslie 5 (P) Nick Beal 5 (P) Paul Grayson 14 (4pd 2K) Peter Jorgensen 5 (P) | 34:14 | Braam van Straaten 4 (2pd) Dan Scarbrough 10 (2P) | Franklin’s Gardens, Northampton Widzów: 8366 Sędzia: Steve Lander |
| 16 marca 200215:00 | Japie Mulder                                                                                        | 34:14 |                                                   | Franklin’s Gardens, Northampton Widzów: 8366 Sędzia: Steve Lander |

| 16 marca 200215:00 | Sale Sharks                                                                            | 27:22 | London Wasps                                | Heywood Road, Sale Widzów: 5118 Sędzia: Dave Pearson |
| 16 marca 200215:00 | Anthony Elliott 5 (P) Charlie Hodgson 12 (3pd 2K) Mark Cueto 5 (P) Stuart Turner 5 (P) | 27:22 | Alex King 17 (pd dg 4K) Fraser Waters 5 (P) | Heywood Road, Sale Widzów: 5118 Sędzia: Dave Pearson |
| 16 marca 200215:00 | Iain Fullarton                                                                         | 27:22 | Trevor Leota                                | Heywood Road, Sale Widzów: 5118 Sędzia: Dave Pearson |

| 17 marca 200215:00 | Saracens                                                                                             | 33:11 | Bath                                   | Vicarage Road, Watford Widzów: 10828 Sędzia: Robin Goodliffe |
| 17 marca 200215:00 | Gerald Arasa 5 (P) Kevin Sorrell 15 (3pd 3K) Kris Chesney 5 (P) Kyran Bracken 5 (P) Tim Horan 3 (dg) | 33:11 | Mike Tindall 5 (P) Olly Barkley 6 (2K) | Vicarage Road, Watford Widzów: 10828 Sędzia: Robin Goodliffe |

| 30 marca 200214:00 | Gloucester                                                                                               | 36:13 | Saracens                                   | Kingsholm Stadium, Gloucester Widzów: 9262 Sędzia: Roy Maybank |
| 30 marca 200214:00 | Andy Gomarsall 5 (P) Henry Paul 2 (pd) Ludovic Mercier 19 (2pd 5K) Robert Todd 5 (P) Terry Fanolua 5 (P) | 36:13 | Gerald Arasa 5 (P) Kevin Sorrell 8 (pd 2K) | Kingsholm Stadium, Gloucester Widzów: 9262 Sędzia: Roy Maybank |
| 30 marca 200214:00 | Mark Cornwell · Terry Fanolua                                                                            | 36:13 | Kieran Roche                               | Kingsholm Stadium, Gloucester Widzów: 9262 Sędzia: Roy Maybank |

| 30 marca 200214:15 | Bath                                                  | 11:29 | Northampton Saints                                                                  | The Recreation Ground, Bath Widzów: 8200 Sędzia: Chris White |
| 30 marca 200214:15 | Mike Tindall 3 (K) Olly Barkley 3 (K) Tom Voyce 5 (P) | 11:29 | Dan Richmond 5 (P) James Brooks 5 (P) Paul Grayson 14 (pd 4K) Peter Jorgensen 5 (P) | The Recreation Ground, Bath Widzów: 8200 Sędzia: Chris White |

| 31 marca 200214:30 | Leeds Tykes                                                            | 24:29 | London Irish                                                       | Headingley Rugby Stadium, Headingley Widzów: 3392 Sędzia: Ashley Rowden |
| 31 marca 200214:30 | Braam van Straaten 9 (3pd K) Dan Scarbrough 10 (2P) Scott Benton 5 (P) | 24:29 | Barry Everitt 19 (P pd dg 3K) Mike Worsley 5 (P) Paul Sackey 5 (P) | Headingley Rugby Stadium, Headingley Widzów: 3392 Sędzia: Ashley Rowden |
| 31 marca 200214:30 | Braam van Straaten · Kris Fullman                                      | 24:29 | Eddie Halvey                                                       | Headingley Rugby Stadium, Headingley Widzów: 3392 Sędzia: Ashley Rowden |

| 31 marca 200214:30 | Newcastle Falcons                                               | 30:10 | Sale Sharks                          | Kingston Park, Newcastle upon Tyne Widzów: 6512 Sędzia: Steve Lander |
| 31 marca 200214:30 | Jonny Wilkinson 20 (P 3pd 3K) Stuart Grimes 5 (P) Tom May 5 (P) | 30:10 | Bryan Redpath 5 (P) Mark Cueto 5 (P) | Kingston Park, Newcastle upon Tyne Widzów: 6512 Sędzia: Steve Lander |

| 31 marca 200215:00 | Bristol Shoguns                                                                                                   | 43:27 | Harlequins                                                    | Memorial Stadium, Bristol Widzów: 5618 Sędzia: Tony Spreadbury |
| 31 marca 200215:00 | Andrew Higgins 5 (P) Andrew Sheridan 5 (P) Felipe Contepomi 18 (P 5pd K) Lee Best 5 (P) Phil Christophers 10 (2P) | 43:27 | Keith Wood 5 (P) Nick Greenstock 10 (2P) Paul Burke 7 (2pd K) | Memorial Stadium, Bristol Widzów: 5618 Sędzia: Tony Spreadbury |
| 31 marca 200215:00 | Emiliano Bergamaschi                                                                                              | 43:27 | Steve White-Cooper                                            | Memorial Stadium, Bristol Widzów: 5618 Sędzia: Tony Spreadbury |

| 31 marca 200215:00 | London Wasps                             | 36:24 | Leicester Tigers                                                | Loftus Road, Shepherd’s Bush Widzów: 9621 Sędzia: Robin Goodliffe |
| 31 marca 200215:00 | Alex King 27 (2dg 7K) Kenny Logan 9 (3K) | 36:24 | Freddie Tuilagi 5 (P) Steve Booth 5 (P) Tim Stimpson 14 (pd 4K) | Loftus Road, Shepherd’s Bush Widzów: 9621 Sędzia: Robin Goodliffe |
| 31 marca 200215:00 | Trevor Leota                             | 36:24 | Darren Garforth                                                 | Loftus Road, Shepherd’s Bush Widzów: 9621 Sędzia: Robin Goodliffe |

| 10 kwietnia 200219:30 | London Wasps | 44:9 | Gloucester               | Loftus Road, Shepherd’s Bush Widzów: 5769 Sędzia: Ashley Rowden |
| 10 kwietnia 200219:30 | Alex King 17 (4pd dg 2K) Josh Lewsey 5 (P) Kenny Logan 2 (pd) Mark Lock 5 (P) Martyn Wood 5 (P) Stuart Abbott 5 (P) Trevor Leota 5 (P) | 44:9 | Ludovic Mercier 9 (3K)   | Loftus Road, Shepherd’s Bush Widzów: 5769 Sędzia: Ashley Rowden |
| 10 kwietnia 200219:30 | Paul Volley | 44:9 | Rob Fidler · Robert Todd | Loftus Road, Shepherd’s Bush Widzów: 5769 Sędzia: Ashley Rowden |

| 10 kwietnia 200220:00 | London Irish                                 | 31:15 | Bath                                     | Madejski Stadium, Reading Widzów: 6055 Sędzia: Steve Leyshon |
| 10 kwietnia 200220:00 | Barry Everitt 26 (pd 8K) Michael Horak 5 (P) | 31:15 | Iain Balshaw 6 (2dg) Olly Barkley 9 (3K) | Madejski Stadium, Reading Widzów: 6055 Sędzia: Steve Leyshon |

| 13 kwietnia 200214:15 | Bath                                            | 23:12 | Leeds Tykes                | The Recreation Ground, Bath Widzów: 8129 Sędzia: Chris White |
| 13 kwietnia 200214:15 | Olly Barkley 18 (P 2pd 3K) Simon Danielli 5 (P) | 23:12 | Braam van Straaten 12 (4K) | The Recreation Ground, Bath Widzów: 8129 Sędzia: Chris White |

| 13 kwietnia 200214:30 | Northampton Saints | 58:21 | Gloucester                                                            | Franklin’s Gardens, Northampton Widzów: 9138 Sędzia: Dave Pearson |
| 13 kwietnia 200214:30 | Andy Rennick 5 (P) Ben Cohen 5 (P) Budge Pountney 5 (P) Jon Phillips 5 (P) Nick Beal 5 (P) Paul Grayson 18 (6pd 2K) Peter Jorgensen 5 (P) Steve Thompson 5 (P) Tom Smith 5 (P) | 58:21 | Junior Paramore 5 (P) Koli Sewabu 5 (P) Ludovic Mercier 11 (pd dg 2K) | Franklin’s Gardens, Northampton Widzów: 9138 Sędzia: Dave Pearson |
| 13 kwietnia 200214:30 | Olivier Azam · Patrice Collazo | 58:21 |                                                                       | Franklin’s Gardens, Northampton Widzów: 9138 Sędzia: Dave Pearson |

| 13 kwietnia 200215:00 | Leicester Tigers                           | 20:12 | Newcastle Falcons       | Welford Road, Leicester Widzów: 16250 Sędzia: Roy Maybank |
| 13 kwietnia 200215:00 | Freddie Tuilagi 5 (P) Tim Stimpson 15 (5K) | 20:12 | Jonny Wilkinson 12 (4K) | Welford Road, Leicester Widzów: 16250 Sędzia: Roy Maybank |
| 13 kwietnia 200215:00 | Richard Arnold                             | 20:12 |                         | Welford Road, Leicester Widzów: 16250 Sędzia: Roy Maybank |

| 13 kwietnia 200215:00 | Sale Sharks                                                                                            | 53:47 | Bristol Shoguns | Heywood Road, Sale Widzów: 3609 Sędzia: Robin Goodliffe |
| 13 kwietnia 200215:00 | Charlie Hodgson 23 (4pd 5K) Chris Jones 5 (P) Jason Robinson 5 (P) Martin Shaw 15 (3P) Mel Deane 5 (P) | 53:47 | David Rees 5 (P) Felipe Contepomi 18 (3pd 4K) Jason Little 5 (P) Lee Best 5 (P) Michael Lipman 5 (P) Shane Drahm 9 (P 2pd) | Heywood Road, Sale Widzów: 3609 Sędzia: Robin Goodliffe |

| 14 kwietnia 200215:00 | London Irish                                                                      | 18:18 | Harlequins                                                   | Madejski Stadium, Reading Widzów: 6803 Sędzia: Tony Spreadbury |
| 14 kwietnia 200215:00 | Barry Everitt 3 (K) James Brown 5 (pd K) Michael Horak 5 (P) Nnamdi Ezulike 5 (P) | 18:18 | Ben Gollings 3 (dg) David Slemen 9 (2dg K) Paul Burke 6 (2K) | Madejski Stadium, Reading Widzów: 6803 Sędzia: Tony Spreadbury |
| 14 kwietnia 200215:00 | Paul Gustard                                                                      | 18:18 |                                                              | Madejski Stadium, Reading Widzów: 6803 Sędzia: Tony Spreadbury |

| 14 kwietnia 200215:00 | Saracens                                | 14:20 | London Wasps                                                            | Vicarage Road, Watford Widzów: 10431 Sędzia: Steve Lander |
| 14 kwietnia 200215:00 | Ben Johnston 5 (P) Kevin Sorrell 9 (3K) | 14:20 | Alex King 7 (2pd K) Ian Jones 5 (P) Joe Worsley 5 (P) Kenny Logan 3 (K) | Vicarage Road, Watford Widzów: 10431 Sędzia: Steve Lander |

| 19 kwietnia 200219:45 | Leicester Tigers                                            | 31:10 | Leeds Tykes                                      | Welford Road, Leicester Widzów: 14145 Sędzia: Dave Pearson |
| 19 kwietnia 200219:45 | Neil Back 15 (3P) Ollie Smith 5 (P) Tim Stimpson 11 (4pd K) | 31:10 | Braam van Straaten 5 (pd K) Dan Scarbrough 5 (P) | Welford Road, Leicester Widzów: 14145 Sędzia: Dave Pearson |

| 19 kwietnia 200219:45 | Sale Sharks                                                      | 23:3 | Saracens            | Heywood Road, Sale Widzów: 3497 Sędzia: Chris White |
| 19 kwietnia 200219:45 | Charlie Hodgson 13 (2pd 3K) Mark Cueto 5 (P) Pete Anglesea 5 (P) | 23:3 | Kevin Sorrell 3 (K) | Heywood Road, Sale Widzów: 3497 Sędzia: Chris White |

| 21 kwietnia 200215:00 | Bristol Shoguns                                                                            | 40:41 | Gloucester | Memorial Stadium, Bristol Widzów: 7066 Sędzia: Tony Spreadbury |
| 21 kwietnia 200215:00 | Felipe Contepomi 25 (P 4pd 4K) Jamie Williams 5 (P) Lee Best 5 (P) Phil Christophers 5 (P) | 40:41 | Andy Gomarsall 5 (P) Junior Paramore 10 (2P) Koli Sewabu 5 (P) Ludovic Mercier 16 (2pd 2dg 2K) Phil Vickery 5 (P) | Memorial Stadium, Bristol Widzów: 7066 Sędzia: Tony Spreadbury |

| 26 kwietnia 200219:35 | London Wasps                                              | 16:6 | Harlequins          | Loftus Road, Shepherd’s Bush Widzów: 8388 Sędzia: Steve Lander |
| 26 kwietnia 200219:35 | Alex King 8 (pd 2dg) Kenny Logan 3 (K) Shane Roiser 5 (P) | 16:6 | David Slemen 6 (2K) | Loftus Road, Shepherd’s Bush Widzów: 8388 Sędzia: Steve Lander |

| 27 kwietnia 200215:00 | Northampton Saints | 52:27 | Saracens                                                                               | Franklin’s Gardens, Northampton Widzów: 8479 Sędzia: Roy Maybank |
| 27 kwietnia 200215:00 | Ben Cohen 5 (P) Dan Richmond 5 (P) John Leslie 5 (P) Mark Soden 5 (P) Nick Beal 5 (P) Paul Grayson 22 (5pd 4K) Rob Hunter 5 (P) | 52:27 | Luke Harbut 5 (P) Luke Smith 8 (pd 2K) Thomas Castaignede 4 (2pd) Tom Shanklin 10 (2P) | Franklin’s Gardens, Northampton Widzów: 8479 Sędzia: Roy Maybank |
| 27 kwietnia 200215:00 | Budge Pountney | 52:27 | Kieran Roche                                                                           | Franklin’s Gardens, Northampton Widzów: 8479 Sędzia: Roy Maybank |

| 28 kwietnia 200214:30 | Newcastle Falcons | 36:9 | Bath                | Kingston Park, Newcastle upon Tyne Widzów: 5430 Sędzia: Steve Leyshon |
| 28 kwietnia 200214:30 | Epi Taione 5 (P) Inga Tuigamala 5 (P) Jamie Noon 5 (P) Jonny Wilkinson 11 (4pd K) Michael Stephenson 5 (P) Tom May 5 (P) | 36:9 | Olly Barkley 9 (3K) | Kingston Park, Newcastle upon Tyne Widzów: 5430 Sędzia: Steve Leyshon |
| 28 kwietnia 200214:30 | Mark Gabey | 36:9 |                     | Kingston Park, Newcastle upon Tyne Widzów: 5430 Sędzia: Steve Leyshon |

| 3 maja 200219:45 | Harlequins                                                                                               | 40:16 | Leeds Tykes                                         | Twickenham Stoop, Londyn Widzów: 7255 Sędzia: Chris White |
| 3 maja 200219:45 | Keith Wood 10 (2P) Matt Moore 5 (P) Nick Greenstock 5 (P) Paul Burke 15 (3pd dg 2K) Will Greenwood 5 (P) | 40:16 | Braam van Straaten 11 (pd dg 2K) Scott Benton 5 (P) | Twickenham Stoop, Londyn Widzów: 7255 Sędzia: Chris White |
| 3 maja 200219:45 | Dan Hyde                                                                                                 | 40:16 |                                                     | Twickenham Stoop, Londyn Widzów: 7255 Sędzia: Chris White |

| 4 maja 200215:00 | Gloucester | 68:12 | Bath                                                 | Kingsholm Stadium, Gloucester Widzów: 11000 Sędzia: David McHugh |
| 4 maja 200215:00 | Henry Paul 5 (P) James Simpson-Daniel 15 (3P) Junior Paramore 5 (P) Ludovic Mercier 23 (7pd dg 2K) Patrice Collazo 5 (P) Robert Todd 5 (P) Terry Fanolua 10 (2P) | 68:12 | Gareth Delve 5 (P) Olly Barkley 2 (pd) Sam Cox 5 (P) | Kingsholm Stadium, Gloucester Widzów: 11000 Sędzia: David McHugh |

| 4 maja 200215:00 | London Wasps                                        | 17:6 | Northampton Saints  | Loftus Road, Shepherd’s Bush Widzów: 6133 Sędzia: Dave Pearson |
| 4 maja 200215:00 | Alex King 9 (3K) Kenny Logan 3 (K) Simon Shaw 5 (P) | 17:6 | Paul Grayson 6 (2K) | Loftus Road, Shepherd’s Bush Widzów: 6133 Sędzia: Dave Pearson |
| 4 maja 200215:00 | Lawrence Dallaglio                                  | 17:6 |                     | Loftus Road, Shepherd’s Bush Widzów: 6133 Sędzia: Dave Pearson |

| 5 maja 200214:30 | Newcastle Falcons | 47:18 | Saracens                                                   | Kingston Park, Newcastle upon Tyne Widzów: 6083 Sędzia: Robin Goodliffe |
| 5 maja 200214:30 | Hall Charlton 10 (2P) Hugh Vyvyan 5 (P) Jon Dunbar 5 (P) Jonny Wilkinson 10 (5pd) Liam Botham 2 (pd) Marius Hurter 5 (P) Michael Stephenson 10 (2P) | 47:18 | Ben Johnston 5 (P) Kris Chesney 5 (P) Luke Smith 8 (pd 2K) | Kingston Park, Newcastle upon Tyne Widzów: 6083 Sędzia: Robin Goodliffe |
| 5 maja 200214:30 | Kris Chesney | 47:18 |                                                            | Kingston Park, Newcastle upon Tyne Widzów: 6083 Sędzia: Robin Goodliffe |

| 5 maja 200215:00 | Bristol Shoguns                                                                                | 38:21 | Leicester Tigers                                                                   | Memorial Stadium, Bristol Widzów: 6500 Sędzia: Steve Lander |
| 5 maja 200215:00 | Andrew Higgins 5 (P) Felipe Contepomi 23 (P 3pd 4K) Jason Little 5 (P) Phil Christophers 5 (P) | 38:21 | Andy Goode 6 (2K) Geordan Murphy 5 (P) Glenn Gelderbloom 5 (P) Josh Kronfeld 5 (P) | Memorial Stadium, Bristol Widzów: 6500 Sędzia: Steve Lander |
| 5 maja 200215:00 | Julian White                                                                                   | 38:21 | Andy Goode · Adam Balding                                                          | Memorial Stadium, Bristol Widzów: 6500 Sędzia: Steve Lander |

| 5 maja 200215:00 | London Irish                                                                                             | 32:36 | Sale Sharks                                                                                               | Madejski Stadium, Reading Widzów: 6076 Sędzia: Tony Spreadbury |
| 5 maja 200215:00 | Barry Everitt 12 (3pd 2K) Eddie Halvey 5 (P) Glenn Delaney 5 (P) Justin Bishop 5 (P) Michael Horak 5 (P) | 32:36 | Charlie Hodgson 16 (P 4pd K) Chris Jones 5 (P) Jason Robinson 5 (P) Martin Shaw 5 (P) Pete Anglesea 5 (P) | Madejski Stadium, Reading Widzów: 6076 Sędzia: Tony Spreadbury |

| 8 maja 200219:30 | Newcastle Falcons                                                       | 33:28 | London Irish                                 | Kingston Park, Newcastle upon Tyne Widzów: 5218 Sędzia: Tony Spreadbury |
| 8 maja 200219:30 | Jamie Noon 10 (2P) Jonny Wilkinson 18 (3pd 4K) Michael Stephenson 5 (P) | 33:28 | Barry Everitt 23 (pd 7K) Chris Sheasby 5 (P) | Kingston Park, Newcastle upon Tyne Widzów: 5218 Sędzia: Tony Spreadbury |
| 8 maja 200219:30 | Rob Hoadley                                                             | 33:28 |                                              | Kingston Park, Newcastle upon Tyne Widzów: 5218 Sędzia: Tony Spreadbury |

| 8 maja 200219:45 | Sale Sharks                                                                              | 35:20 | Leeds Tykes                                                        | Heywood Road, Sale Widzów: 3871 Sędzia: Steve Lander |
| 8 maja 200219:45 | Anthony Elliott 5 (P) Bryan Redpath 5 (P) Charlie Hodgson 15 (3pd 3K) Mark Cueto 10 (2P) | 35:20 | Braam van Straaten 10 (2pd 2K) Chris Hall 5 (P) Japie Mulder 5 (P) | Heywood Road, Sale Widzów: 3871 Sędzia: Steve Lander |

| 8 maja 200220:00 | Bristol Shoguns                                                      | 27:37 | Northampton Saints                                                                | Memorial Stadium, Bristol Widzów: 4002 Sędzia: Chris White |
| 8 maja 200220:00 | Agustín Pichot 8 (P dg) David Rees 5 (P) Felipe Contepomi 14 (pd 4K) | 27:37 | Andrew Blowers 5 (P) Budge Pountney 5 (P) Joe Shaw 5 (P) Paul Grayson 22 (2pd 6K) | Memorial Stadium, Bristol Widzów: 4002 Sędzia: Chris White |
| 8 maja 200220:00 | Felipe Contepomi                                                     | 27:37 | Andrew Blowers · Robbie Morris                                                    | Memorial Stadium, Bristol Widzów: 4002 Sędzia: Chris White |

| 12 maja 200215:00 | Bath                                                                      | 22:24 | London Wasps                                                                | The Recreation Ground, Bath Widzów: 8000 Sędzia: Steve Lander |
| 12 maja 200215:00 | Andy Long 5 (P) Gavin Thomas 5 (P) Olly Barkley 6 (2K) Rob Thirlby 6 (2K) | 22:24 | Alex King 9 (3pd K) Martin Offiah 5 (P) Paul Sampson 5 (P) Will Green 5 (P) | The Recreation Ground, Bath Widzów: 8000 Sędzia: Steve Lander |
| 12 maja 200215:00 | Lawrence Dallaglio                                                        | 22:24 |                                                                             | The Recreation Ground, Bath Widzów: 8000 Sędzia: Steve Lander |

| 12 maja 200215:00 | Leeds Tykes                                                                         | 17:50 | Gloucester | Headingley Rugby Stadium, Headingley Widzów: 4144 Sędzia: Dave Pearson |
| 12 maja 200215:00 | Braam van Straaten 5 (pd K) Chris Hall 5 (P) Dan Scarbrough 5 (P) Jon Benson 2 (pd) | 17:50 | Daren O’Leary 5 (P) James Forrester 5 (P) James Simpson-Daniel 10 (2P) Junior Paramore 5 (P) Koli Sewabu 5 (P) Ludovic Mercier 15 (6pd K) Trevor Woodman 5 (P) | Headingley Rugby Stadium, Headingley Widzów: 4144 Sędzia: Dave Pearson |

| 12 maja 200215:00 | Leicester Tigers                                                                               | 34:16 | London Irish             | Welford Road, Leicester Widzów: 15800 Sędzia: Roy Maybank |
| 12 maja 200215:00 | Andy Goode 4 (2pd) Leon Lloyd 10 (2P) Martin Corry 5 (P) Neil Back 5 (P) Tim Stimpson 5 (pd K) | 34:16 | Barry Everitt 11 (pd 3K) | Welford Road, Leicester Widzów: 15800 Sędzia: Roy Maybank |
| 12 maja 200215:00 | Paul Sackey                                                                                    | 34:16 |                          | Welford Road, Leicester Widzów: 15800 Sędzia: Roy Maybank |

| 12 maja 200215:00 | Northampton Saints                         | 24:19 | Newcastle Falcons                            | Franklin’s Gardens, Northampton Widzów: 9292 Sędzia: Tony Spreadbury |
| 12 maja 200215:00 | Mark Soden 5 (P) Paul Grayson 19 (P pd 4K) | 24:19 | Hugh Vyvyan 5 (P) Jonny Wilkinson 14 (pd 4K) | Franklin’s Gardens, Northampton Widzów: 9292 Sędzia: Tony Spreadbury |
| 12 maja 200215:00 | Hugh Vyvyan                                | 24:19 |                                              | Franklin’s Gardens, Northampton Widzów: 9292 Sędzia: Tony Spreadbury |

| 12 maja 200215:00 | Sale Sharks                                                                                          | 40:11 | Harlequins                                             | Heywood Road, Sale Widzów: 5678 Sędzia: Chris White |
| 12 maja 200215:00 | Charl Marais 5 (P) Charlie Hodgson 15 (P 5pd) Jos Baxendell 5 (P) Mark Cueto 10 (2P) Mel Deane 5 (P) | 40:11 | Mark Mapletoft 3 (K) Matt Moore 5 (P) Paul Burke 3 (K) | Heywood Road, Sale Widzów: 5678 Sędzia: Chris White |

| 12 maja 200215:00 | Saracens                                       | 26:28 | Bristol Shoguns                                                                                               | Vicarage Road, Watford Widzów: 9726 Sędzia: Ashley Rowden |
| 12 maja 200215:00 | Luke Smith 21 (P 2pd dg 3K) Tom Shanklin 5 (P) | 26:28 | Alex Cadwallader 5 (P) Brendon Daniel 5 (P) Felipe Contepomi 3 (K) Lee Best 5 (P) Matt Carrington 10 (2pd 2K) | Vicarage Road, Watford Widzów: 9726 Sędzia: Ashley Rowden |